# Cypripedium palangshanense
Cypripedium palangshanense är en orkidéart som beskrevs av Tang och Fa Tsuan Wang. Cypripedium palangshanense ingår i släktet guckuskor, och familjen orkidéer. Inga underarter finns listade i Catalogue of Life.